# God Is a Woman
"God Is a Woman" (gestileerd als "God is a woman") is de tweede single van het vierde studioalbum, Sweetener, van Amerikaanse zangeres Ariana Grande. Het werd uitgebracht op 13 juli 2018 door Republic Records. Dit was geheel onverwachts: 24 uur ervoor meldde ze op Twitter dat de single zou worden uitgebracht.
Het is de tweede radiosingle na "No Tears Left to Cry". Het lied werd geschreven en gecomponeerd door de zangeres in samenwerking met Max Martin, Rickard Göransson, Savan Kotecha en Ilya Salmanzadeh en werd geproduceerd door de laatste.